# ふれてごらん 〜please touch your heart〜
「ふれてごらん 〜please touch your heart〜」（ふれてごらん ～プリーズタッチユアハート～）は1991年12月4日にリリースされた、チェッカーズの27枚目のシングル。

## 解説
シングルジャケットはメンバーそれぞれのポーズで「THE CHECKERS」の文字を形成していた。

## 収録曲
1. ふれてごらん 〜please touch your heart〜
  - 作詞／藤井郁弥　作曲／藤井尚之　編曲／THE CHRCKERS FAM.
2. トライアングルブルース
  - 作詞／藤井郁弥　作曲／鶴久政治　編曲／THE CHECKERS FAM.
3. ふれてごらん 〜please touch your heart〜（オリジナルカラオケ）